# جیرده (شفت)
جیرده ، روستایی از توابع بخش مرکزی شهرستان شفت  در استان گیلان ایران است.

## جمعیت
این روستا در دهستان جیرده قرار دارد و براساس سرشماری مرکز آمار ایران در سال ۱۳۸۵، جمعیت آن ۱٬۴۷۶ نفر (۳۷۶خانوار) بوده‌است